# Dayan khan
Dayan khan, död 1517 eller 1543, född Batumöngke, var khan över den mongoliska Norra Yuandynastin och regerade från 1470 alt. 1480 till 1516 alt. 1543. Efter att Mandaghol khan avlidit 1467 var det unga barnet Batumöngke den enda levande kungliga ättlingen till Khubilai khan, vilket gjorde att Mandaghol khans änka Mandughai tog hand om Batumöngke och utropade honom 1470 som khan. 1481 (eller 1470) gifte sig Batumöngke med Mandughai och han gav honom namnet Dayan khan.
1491 till 1492 besegrade mongolerna Oiraterna, mycket på grund av Mandughais inflytande på Dayan khans styre. Dayan khan samlade också de olika tatariska stammarna och hade därmed enat alla mongoliska grupper. Dayan khan organiserade de mongoliska grupperna till sex olika stammar:
- Chaharmongoler (ost/vänster)
- Altai Uriankhai (ost/vänster)
- Khalkhamongoler (ost/vänster)
- Ordosmongoler (väst/höger)
- Tumedmongoler (väst/höger)
- Kharchinmongoler[1] (väst/höger)

Dayan khan styrde själv de östra stammarna och de västra styrdes av hans son Barsbolad khan. 1497 till 1505 ledde Dayan khan en serie räder mot den kinesiska Mingdynastins gränser. Efter att Dayan khan avlidit 1517 eller 1543 blev Alagh khan regent över mongolerna.